# Подводные лодки типа «Нэккен»
Подводные лодки типа «Неккен» ("Водяной") (швед. Näckenklass) — серия шведских дизель-электрических подводных лодок. Спроектированы фирмой Kockums в конце 1970-х на базе проекта «Шёурмен». Всего в 1978—1979 годах фирмой «Kockums Mekaniska Verkstads» было построено три подводных лодки типа «Неккен».

## История
Лодки типа «Неккен» были построены для замены устаревших подводных лодок типа «Хайен». Так как вместо шести списанных «Хайенов» в строй вошли три «Неккена», то количество субмарин в ВМС Швеции уменьшилось при этом с 15 до 12, что компенсировалось улучшенными возможностями новых субмарин.
Подводная лодка «Неккен» первой в шведском флоте получила компьютерную боевую информационно-управляющую систему, позволившую сопровождать несколько целей и атаковать их с больших расстояний. В 1988 году «Неккен» прошла переоборудование. В восьмиметровой секции корпуса, врезанной в середине лодки, разместились воздухонезависимые двигатели системы Стирлинга, позволившие лодке непрерывно оставаться под водой не несколько дней, как раньше, а несколько недель. Её опытовая эксплуатация позволила оснастить двигателями Стирлинга лодки проектов «Вестеръётланд» и «Готланд».
Субмарина «Нептун» сыграла важную роль в эпизоде с подводной лодкой «U-137» (советская С-363 проекта 613), обнаруженной 27 октября 1981 года на мелководье в шведских территориальных водах.

## Представители
| Название                | Буквенное обозначение | Дата закладки | Спуск на воду   | Ввод в строй   | Судьба                                                                           |
| ----------------------- | --------------------- | ------------- | --------------- | -------------- | -------------------------------------------------------------------------------- |
| Неккен II HMS Näcken II | Näk                   | 1976          | 17 апреля 1978  | 25 апреля 1980 | Арендована Дании в 2001—2005 годах, утилизирована к 2016.                        |
| Найяд II HMS Najad II   | Nad                   | 1976          | 13 августа 1979 | 26 июня 1981   | Выведена из состава флота в начале 2000-х годов                                  |
| Нептун II HMS Neptun II | Nep                   | 1976          | 6 декабря 1978  | 6 декабря 1980 | Выведена из состава флота в начале 2000-х годов. Выставлена в музее в Карлскруне |